# HIP 116454 b
| 海王星 | HIP 116454 b |
| ------ | ------------ |
| 海王星 | Exoplanet    |

HIP 116454 bとは地球から見てうお座の方向に約180光年離れた位置にあるK型主系列星、HIP 116454を公転している太陽系外惑星である。2014年にケプラー宇宙望遠鏡によって発見された。2014年8月から開始したK2ミッションによる観測では初めて発見された太陽系外惑星である。その為、HIP 116454 bはK2-2bとも呼ばれる。
HIP 116454 bは地球の11.82倍の質量と2.53倍の半径を持つ。これは地球より大きい岩石惑星スーパーアースと小型のホット・ネプチューンのほぼ境界に位置する。